# بولشترلانگ
بولشترلانگ (به آلمانی: Bolsterlang) یک شهر در آلمان است که در ابرالاگوی واقع شده‌است. بولشترلانگ ۱٬۰۵۷ نفر جمعیت دارد.